# Salorges-Sainte-Anne
Salorges-Sainte-Anne est un micro-quartier de la ville de Nantes, en France, compris dans le quartier Bellevue - Chantenay - Sainte-Anne.

## Généralités
À des fins statistiques, l'INSEE subdivise les communes de plus de 10 000 habitants en IRIS, constituant des « micro quartiers », composés d'un ensemble d'îlots contigus et homogènes, regroupant 2 000 habitants ou plus. Dans le cas de Nantes, les 11 quartiers sont ainsi subdivisés en 97 micro-quartiers,. Salorges-Sainte-Anne est l'un de ces micro-quartiers ; il fait partie du quartier Bellevue - Chantenay - Sainte-Anne.
Le quartier Salorges-Sainte-Anne est limitrophe des micro-quartiers Gare maritime au nord, Sainte-Anne-Zone portuaire à l'est, Cheviré-Zone portuaire au sud, et Jean-Macé et Mairie de Chantenay à l'ouest. Au nord, il est délimité par les boulevards Benoît-Frachon et Salvador-Allende et le quai de la Fosse ; à l'est par la Loire, qui le sépare de l'île de Nantes ; au sud par le quai Marquis-d'Aiguillon et la rue Marcel-Sembat ; à l'ouest, par les rues Fontaine-des-Baronnies, Gutemberg et Amiral-du-Chaffault.
Il porte le nom de la butte Sainte-Anne et du centre des Salorges, siège de la Chambre de commerce et d'industrie de Nantes et de Saint-Nazaire.

## Historique
Jusqu'au XVIIIe siècle, le quartier de la butte Sainte-Anne est situé bien en dehors des limites de Nantes : il s'agit alors d'une zone de vergers et de vignes. Elle fait alors partie de la paroisse de Chantenay et est administrée par la seigneurie de la Hautière, qui exploite à partir du XVe siècle la carrière au pied de la butte.
Au XVIIIe siècle, le port de Nantes se décale vers l'aval tandis que la ville s'étend progressivement vers l'ouest, hors des remparts. Sur un plan tracé par François Cacault en 1756, les hauteurs de la butte ne sont pas du tout bâties, mais la rive du fleuve présente des constructions navales ; un salorge est également présent : il s'agit d'un édifice destiné à entreposer le sel après sa récolte et avant sa mise en vente, dans le cadre de la gabelle.
À la Révolution française, la commune de Nantes absorbe une partie de Chantenay, jusqu'à l'actuelle rue Fontaine-des-Baronnies (Nantes absorbe le reste de Chantenay en 1908). La butte s'urbanise au cours du XIXe siècle : en 1850, un escalier relie directement le quai Marquis-d'Aiguillon à l'église Sainte-Anne tandis que le boulevard Saint-Aignan est prolongé pour désenclaver le quartier.
Le quartier est fortement touché par les bombardements de 1943.

## Transport
Le quartier est longé au nord par la ligne 1 du tramway (arrêts Du Chaffault et Gare maritime).

## Points d'intérêts
Parmi les points d'intérêts du quartier :
- la carrière de Miséry ;
- l'église Sainte-Anne ;
- le musée Jules-Verne ;
- le planétarium ;
- le square Maurice-Schwob.